# Tullio Carminati
Tullio Carminati (21 de septiembre de 1894 – 26 de febrero de 1971) fue un actor teatral y cinematográfico italiano, conocido por su actuación en producciones como El cardenal, Una noche de amor, Roman Holiday (Vacaciones en Roma), Guerra y paz, El Cid y el musical de Broadway Music in the Air.

## Biografía
Nacido en Zadar, Dalmacia, Croacia, en aquel momento parte del Imperio austrohúngaro, tras haber conseguido sus primeros éxitos como actor teatral con las compañías de Ettore Paladini y Ermete Novelli, tuvo la ocasión de debutar en el cine hacia el año 1914, gracias a su aspecto elegante y refinado.
Participó en una treintena de películas mudas antes de fundar una casa productora cinematográfica a finales de los años 1910.
En 1921 obtuvo una gran popularidad gracias a su actuación en La signora delle camelie junto a Alda Borelli, motivo por el cual la diva Eleonora Duse le invitó a dirigir su compañía teatral. En la misma trabajó en la preparación de las últimas actuaciones de Duse, entre ellas las obras La donna del mare, de Henrik Ibsen, y La porta chiusa, de Emilio Praga. 
En el año 1924 fue a trabajar a Alemania, y dos años después a los Estados Unidos, donde continuó con cierto éxito su carrera hasta el año 1940. En ese tiempo únicamente actuó en una producción fuera de América, un film italofrancés rodado en 1934.
En Estados Unidos destacó por sus 725 representaciones de la comedia Strictly Dishonorable, desencadenando el entusiasmo por su papel de latin lover. En ese período afrontó también la comedia musical, no desdeñando también actuar como cantante.
Tras el inicio de la Segunda Guerra Mundial volvió a Italia, donde pasó la mayor parte de su restante carrera hasta 1963, año en el que se retiró, participando también en producciones francesas, españolas y americanas. Entre las películas de dicho período en las que participó figuran Antigone, de Luchino Visconti (1946), y Beauté du diable, de René Clair (1950).
Tullio Carminati falleció en 1971 en Roma, Italia, a causa de una hemorragia cerebral.

## Teatro (Broadway)
- 1929-1931: Strictly Dishonorable, de Preston Sturges
- 1932: Christopher comes across, de Hawthorne Hurst
- 1932-1933: Music in the Air, de Jerome Kern y Oscar Hammerstein II, orquesta de Robert Russell Bennett
- 1938: Great Lady, de Frederick Loewe, Lowell Brentano y Earle Crooker

## Selección de su filmografía
- Romanticismo, de Carlo Campogalliani y Arrigo Frusta (1915)
- Davanti alla legge, de Carlo Campogalliani (1916)
- La menzogna, de Augusto Genina (1916)
- La collana della felicità, de Carlo Campogalliani (1916)
- Kalidaa, la storia di una mummia, de Augusto Genina (1917)
- Il trono e la seggiola, de Augusto Genina (1918)
- Mensch gegen Mensch, de Hans Steinhoff (1924)
- The Bat, de Roland West (1926)
- The Duchess of Buffalo, de Sidney Franklin (1926)
- Stage Madness, de Victor Schertzinger (1927)
- Three Sinners, de Rowland V. Lee (1928)
- The Patriot, de Ernst Lubitsch (1928)
- Gallant Lady, de Gregory La Cava (1933)
- Moulin Rouge, de Sidney Lanfield (1934)
- La marcia nuziale, de Mario Bonnard (1934)
- Una noche de amor, de Victor Schertzinger (1934)
- Paris in Spring, de Lewis Milestone (1935)
- Let's Live Tonight, de Victor Schertzinger (1935)
- Three Maxims, de Herbert Wilcox (1936)
- London Melody, de Herbert Wilcox (1937)
- Safari, de Edward H. Griffith (1940)
- L'apocalisse, de Giuseppe Maria Scotese (1946)
- When in Rome, de Victor Stoloff (1946)
- La Chartreuse de Parme, de Christian-Jaque (1948)
- La madonnina d'oro, de Ladislao Vajda (1949)
- La bellezza del diavolo, de René Clair (1950)
- Gli uomini non guardano il cielo, de Umberto Scarpelli (1952)
- Roman Holiday, de William Wyler (1953)
- Giovanna d'Arco al rogo, de Roberto Rossellini (1954)
- Good Bye, Sevilla, de Ignacio F. Iquino (1955)
- Guerra y paz, de King Vidor (1956)
- A Breath of Scandal, de Michael Curtiz (1960)
- El Cid, de Anthony Mann (1961)
- La congiura dei dieci, de Baccio Bandini (1962)
- Hemingway's Adventures of a Young Man, de Martin Ritt (1962)
- El cardenal, de Otto Preminger (1963)